# شهرستان امت (میشیگان)
شهرستان امت، میشیگان (به انگلیسی: Emmet County, Michigan) یک سکونتگاه مسکونی در ایالات متحده آمریکا است که در میشیگان واقع شده‌است.
این شهرستان توسط مجلس قانونگذاری میشیگان در آوریل ۱۸۴۰، از شهرستان مکیناک ایجاد شد.  این شهر ابتدا به نام شهرستان تونداگانا نامگذاری شد و در ۸ مارس ۱۸۴۳ به شهرستان امت تغییر نام داد.

## خصوصیات
شهرستان امت ۲٬۲۸۵ کیلومترمربع مساحت دارد.